# Domingos Pires Monteiro da Bandeira
Domingos Pires Monteiro da Bandeira, nasceu em Lisboa, no Palácio do Salitre, no dia 22 de Fevereiro de 1747, tendo sido baptizado na Igreja de Santa Justa. Era o filho primogénito de Domingos Pires da Bandeira, 2º Senhor do Morgado de Santa Bárbara de Talaíde, em Barcarena, Senhor do Palácio do Salitre, esquina desta artéria com a Rua do Vale do Pereiro, Familiar do Santo Ofício, Cavaleiro Professo na Ordem de Cristo (carta de 3.1.1725), Escrivão da Real Câmara, Escrivão do Despacho Ordinário da Mesa da Consciência e Ordens, e Gentil-Homem da Casa do Inquisidor-Geral, o Cardeal da Cunha, e de sua mulher D. Gerarda Maria Inácia Xavier Monteiro de Sampaio e Castro, herdeira de grande casa com bens em Lisboa, Covilhã e Fundão.

## Biografia
Foi Fidalgo-Cavaleiro da Casa Real (Alvará de 26.3.1783), do Conselho de Estado de Sua Majestade Fidelíssima a Rainha D. Maria I, Comendador do Vale de D. Inês, na Ordem de Santiago e Cavaleiro Professo na Ordem de Cristo (11.10.1769). Foi o 3º Senhor do Morgado de Santa Bárbara de Talaíde, e demais vínculos e bens, entre os quais o Palácio do Salitre. Herdeiro do morgado que instituíra seu parente, José Rodrigues da Cruz, com bens na Rua Augusta e na Azambuja, era nesta vila Senhor da Quinta do Pilar, com os seus anexos, e possuía ainda a Quinta de Santo António dos Gorizos, na freguesia de S. Bartolomeu da Charneca, ao Lumiar, com a sua ermida da invocação de Todos os Santos, à qual anexou as Quintas da Godinha e da Gança. Era ainda grande proprietário na Covilhã e no Fundão. Foi educado em Paris, onde frequentou a universidade, tendo-se formado em Leis na Universidade de Coimbra. Foi Desembargador da Casa da Suplicação, Escrivão da Real Câmara e Deputado do Despacho da Mesa da Consciência e Ordens. Poeta de mérito e académico, foi amigo íntimo de Nicolau Tolentino, de Barbosa du Bocage e de Filinto Elíseo, os quais lhe dedicaram várias poesias. Foi também um esclarecido coleccionador de obras de arte. 
Por ocasião da inauguração da estátua equestre de El-Rei D. José, no Terreiro do Paço, em 1775, foi publicada uma ode da sua autoria, em folheto avulso, intitulada: 
“Colocando se a estatua equestre de El Rei Fidelissimo D. José o I, nosso Senhor”.
Morreu solteiro e sem geração na sua casa nobre da Travessa da Água da Flor, na freguesia da Encarnação, em Lisboa, a 29 de Julho de 1806, e foi sepultado no Convento de S. Domingos.  